# Janez Jeglič
Janez Jeglič, conosciuto come Johan (Valle di Tuhinj, 18 maggio 1961 – Nuptse, 30 ottobre 1997), è stato un alpinista sloveno.

## Esordi
Inizia ad arrampicare da autodidatta a 17 anni e solo l'anno successivo frequenta un corso di alpinismo. Ritornato dal servizio di leva in Kosovo si dedica seriamente all'alpinismo: nel primo anno colleziona 43 salite e nel secondo 145. Nel novembre del 1981 si lega per la prima volta in cordata con Silvo Karo, stabilendo un'amicizia che porterà grandi risultati. Considerato una promessa, nel 1982 partecipa a una spedizione negli Stati Uniti. Sulla Devil's Tower i due aprono la prima via alpinistica jugoslava di IX- (7b).
Sulle montagna di casa, in cordata con Karo, Franc Knez ed altri, apre vie fino all'VIII grado, come Ključ sreče sulla Sfinge del Triglav, e percorre numerose vie in invernale e in solitaria.

## Attività extraeuropea
Nel 1983 è in Patagonia con Karo e Knez. In un mese di sforzi vessati dal maltempo i tre salgono il diedro in cui si congiungono la parete Est e il pilastro Nord (o pilastro Goretta) del Fitz Roy, fino a congiungersi con la via di Renato Casarotto che percorre il pilastro (Diedro del Diavolo, 900 , ED, VI+/6b, A2, 90º).  I tre venivano soprannominati "i tre moschettieri" e costituirono un team alpinistico che si espresse ai massimi livelli del periodo, sia all'estero che sulle montagne domestiche (dove ad esempio aprirono 19 vie in soli due giorni su una parete di 300 m).
Nella primavera del 1985 fa parte della spedizione nazionale alla parete Nord del Kangchenjunga, gli resta un'impressione negativa verso le spedizioni in grande stile che lo porterà a privilegiare quelle leggere.
Il 1986 lo vede partecipare a due storiche imprese patagoniche. Sulla est del Cerro Torre, con Karo, Knez, Peter Podgornik, Pavle Kozjek e il cameraman Fistravec, a cavallo del capodanno 1986 traccia la Direttissima dell'Inferno, che risolve il problema alpinistico del momento (ABO, 7a+, A3, 90°, 1150 m), aperta tra una bufera e l'altra in ben 35 giorni.
In seguito, nel corso di una nuova spedizione in novembre e dicembre, i "tre moschettieri" tracciano, sul diedro che caratterizza la parete Sud-Est della Torre Egger, l'estrema Psycho Vertical (ABO, 6c, A3, 90°,950 m). Percorsa con difficoltà una pericolosa prima parte progredendo per poche decine di metri al giorno, spesso nel maltempo, una volta esaurite le corde fisse dopo 550 metri i tre si trovano a dover decidere cosa fare. Compiono quindi il resto della salita in un unico balzo, arrampicando continuativamente dalle 3 della mattina del 7 dicembre alle 8 della sera, per poi ritornare al campo base con l'ausilio delle lampade frontali solo all'una del mattino successivo. Infine un paio di giorni dopo i tre con Roberto Pe tracciano Grey-Yellow Arrow (ED, 7a+/A0, 500 m) sulla solida roccia della parete nord di El Mocho.
A fine 1987 è di nuovo sul Torre, dove in compagnia di Silvo Karo riesce a concludere nel gennaio 1988 una via difficilissima sulla parete Sud (ABO++, 6b/A4, 80°, 1200 m), lungo una linea già tentata da Cesare e Vincenzo Ravaschietto e Andrea Sarchi. Jim Bridwell la definirà la più dura via patagonica.
Nel settembre 1990 apre con Karo in stile alpino una via nuova al centro della pericolosa parete Ovest del Bhagirathi III (VIII, A4, 85°). Il 7 ottobre 1990 è in cima all'Everest con gli Stremfelj.
Ritorna sul Cerro Torre agli inizi del 1994  con i due forti liberisti Marko Lukic e Miha Praprotnik. In dieci giorni di arrampicata inframmezzati in un mese e mezzo di maltempo patagonico, con l'uso di corde fisse ed un solo spit di progressione, i tre aprono sulla parete Sud Kaj ima ljubezen s tem, il titolo in sloveno di "What's Love Got to Do with It di Tina Turner, (6c, A4, AI6, 800 m).

## Arrampicata sportiva, artificiale e su ghiaccio
Negli anni Novanta raggiunge ottimi livelli anche sul lato meramente sportivo. Nel 1995 tocca l'8b in arrampicata sportiva. Nel 1996 e nel 1997 vince la competizione internazionale di arrampicata su ghiaccio a Courchevel. Pratica anche l'artificiale. Già nel 1993 aveva aperto con Karo e Knez Obraz Ajdovske deklice, "il viso della cameriera gigante" (V+ A3e/V, IV, 150 m), nel 1993 e nel 1995 ripete due note salite in artificiale in Yosemite, rispettivamente Jolly Roger (A5, quarta ripetizione, con Miha Praprotnik) e Sea of Dreams (A4, 5.9)

## Ultima spedizione e morte
Nell'ottobre 1997 è impegnato in una spedizione leggera con Tomaž Humar nella zona del ghiacciaio Khumbu. Ai due si unisce il messicano Carlos Carsolio nella salita di Talking About Tsampa sul Lobuche Est, V-VI 85° (50-70°). Quindi Humar e Jeglič, con Marjan Kovač, scalano il Pumori dopo aver partecipato a una missione di soccorso sulla parete Nord.
Del resto dal 1987 Janez era iscritto al soccorso alpino sloveno (GRZS - Gorska reševalna zveza Slovenije) e aveva partecipato a diverse operazioni di soccorso come aspirante soccorritore. Sul Pumori lui e Humar interruppero un tentativo a una nuova via per portare aiuto a quattro alpinisti slovacchi precipitati dalla parete Nord, salvandone uno.
Alla fine di ottobre Tomaž e Janez affrontano la grande parete Ovest della cima nord-ovest del  Nuptse (7742 m). Dopo quattro giorni di bufera trascorsi in tenda, salgono slegati in parallelo una via nuova di 2500 m, con difficoltà di IV-V 90° (50-70°, V). Jeglič precede di poco sulla cima Humar ma svanisce sulla cresta, probabilmente trascinato dal vento oltre la cornice.

## Dediche e commemorazioni
Dal 1998 ogni anno in ottobre si tiene a Ospo un meeting di arrampicata su roccia a lui dedicata, il Memorial Janez Jeglič.
Filip Bence, Peter Podgornik ed Erik Svab salgono nell'agosto 2000 sulla Nord del Piccolo Mangart di Coritenza una via che attraversa la parete da ovest ad est, percorrendo tiri di 17 vie esistenti, compreso il famoso traverso del diedro Cozzolino (1500 m, fino al VII), e la intitolano Via Di Johan.
Tomaž Humar (che morirà a sua volta in montagna nel 2009 sul Langtang Lirung) e Ales Kozelj gli dedicano la difficile via nuova da loro salita sull'Aconcagua a fine 2003.